# Fészek Galéria
A Fészek Galéria 1965 óta működő, önálló helyiséggel rendelkező budapesti kiállítóhely Erzsébetvárosban, a Fészek Művészklub Kertész utca 36. szám alatti épületében.

## Története
A Fészek Művészklubban 1965 óta önálló helyiségben rendeznek kiállításokat kortárs képzőművészek alkotásaiból. A Fészek Galéria nevet 1981-ben vette fel, amikor új kiállítóhelyiséget nyitottak meg; a korábbi helyiséget Herman Lipótról Herman-teremnek nevezték el.
A kísérletező szellemű, új jelenségeket és új stílusokat bemutató modern művészet kiállítóterme a Fészek Galéria, melynek vezetője Molnár Éva volt több mint fél évszázadon át. 2018 februárjától Jerger Krisztina művészettörténész vette át a helyét, 2021-től pedig Fitz Péter. Számos jelenleg és a közeli múltban híres festő és grafikus alkotásait mutatták be e galériában, köztük Andy Warhol (2000), El Kazovszkij (2007) műveit.

### Folyóiratcikkek
- Egy lépéssel a műtermen túl – Beszélgetés három budapesti nonprofit galériáról (interjú, Exindex, 2007. március 19.)
- Hudra Klára: Az első harminc év – a Fészek Galéria jubileumi kiállításai Archiválva 2021. szeptember 4-i dátummal a Wayback Machine-ben (PDF, Új Művészet, 2012/1., 34–36. o.)
- Fészek 30 Archiválva 2016. március 4-i dátummal a Wayback Machine-ben (PDF, Artmagazin, 2011/5., 40. o.)